# 2021–2022-es norvég labdarúgókupa
A 2021–2022-es norvég labdarúgókupa volt a norvég labdarúgókupa 115. szezonja. A sorozat 2021. július 24-én kezdődött és 2022. május 1-jén ért véget. A döntőt az osloi Ullevaal Stadionban rendezték meg. A címvédő a Viking volt. A kupát a Molde nyerte, története során 5. alkalommal.

## Csapatok
| Kör          | Dátum                          | Mérkőzések száma | Csapatok |
| ------------ | ------------------------------ | ---------------- | -------- |
| Első kör     | 2021. július 24–25.            | 64               | 128 → 64 |
| Második kör  | 2021. július 31 – augusztus 1. | 32               | 64 → 32  |
| Harmadik kör | 2021. szeptember 22.           | 16               | 32 → 16  |
| Negyedik kör | 2022. március 12–13.           | 8                | 16 → 8   |
| Negyeddöntő  | 2022. március 19–20.           | 4                | 8 → 4    |
| Elődöntő     | 2022. április 6. és 21.        | 2                | 4 → 2    |
| Döntő        | 2022. május 1.                 | 1                | 2 → 1    |

## Első kör
Az első kör mérkőzéseit 2021. július 24–25-én bonyolították le.
| 2021. július 24. 13:00 CEST (UTC+2) |

| Frigg (4)           | 2–4 | KFUM (2)                               |
| ------------------- | --- | -------------------------------------- |
| Ferrer 58' Kaba 59' |     | Sanyang 5' Hoseth 55' 65' Sortevik 84' |

| Tørteberg Kunstgress, Oslo Játékvezető: Marius Bye |

| 2021. július 24. 13:00 CEST (UTC+2) |

| Junkeren (4)              | 2–0 | Mjølner (4) |
| ------------------------- | --- | ----------- |
| Skindlo 88' Brendlien 90' |     |             |

| Stordalen Kunstgress, Bodø Játékvezető: Michael Pedersen |

| 2021. július 24. 13:00 CEST (UTC+2) |

| Kolstad (4) | 0–5 | Levanger (3)                          |
| ----------- | --- | ------------------------------------- |
|             |     | Gunnes 55' Rogulj 57' 60' 82' Aas 85' |

| Kolstad Idrettspark, Trondheim Játékvezető: Markus Lille |

| 2021. július 24. 14:00 CEST (UTC+2) |

| Finnsnes (4) | 0–3 | Senja (3)                               |
| ------------ | --- | --------------------------------------- |
|              |     | Severinsen 67' Whalen 74' Mikkelsen 86' |

| Finnsnes Kunstgress, Finnsnes Játékvezető: Sander Badar |

| 2021. július 24. 14:00 CEST (UTC+2) |

| Fløya (3)                                                | 3–3 (h. u.) | Tromsdalen (3)                                       |
| -------------------------------------------------------- | ----------- | ---------------------------------------------------- |
| Johansen 25' Berg-Johansen 90' Fitzgerald 95'            |             | Grønli 26' Løvland 77' Lysvoll 120'                  |
| Büntetőpárbaj                                            |             |                                                      |
| Schjetne Fitzgerald Abdi Mannsverk Berg-Johansen Aarseth | 6–5         | Andreassen Grønli Løvland Lysvoll Albertsen Sandbukt |

| Fløya Arena, Tromsø Játékvezető: André Resvoll |

| 2021. július 24. 14:00 CEST (UTC+2) |

| Herd (5) | 0–3 | Hødd (3)                         |
| -------- | --- | -------------------------------- |
|          |     | Bruun-Hansen 39' Løken 68' 90+3' |

| Amfi Moa Stadion, Ålesund Játékvezető: Martin Kristiansen |

| 2021. július 24. 14:00 CEST (UTC+2) |

| Nordstrand (4)                               | 2–2 | Bærum (3)                                    |
| -------------------------------------------- | --- | -------------------------------------------- |
| Thelle 45+1' 78'                             |     | Slemdal 67' Kvernstuen 90+8'                 |
| Büntetőpárbaj                                |     |                                              |
| Røttingsnes Jatta Mambouana Dahl Kristiansen | 2–1 | Kvernstuen Zalo Andersen Midtgarden Thorberg |

| Nordstrand Kunstgress, Oslo Játékvezető: Simen Kristiansen |

| 2021. július 24. 14:00 CEST (UTC+2) |

| Tynset (4) | 1–4 | Tiller (4)                                |
| ---------- | --- | ----------------------------------------- |
| Aasen 75'  |     | Hermanstad 14' Frønes 42' 71' Myrvold 56' |

| Nytrømoen Gras, Tynset Játékvezető: Even Myrheim |

| 2021. július 24. 14:00 CEST (UTC+2) |

| Vidar (4)                  | 2–1 | Egersund (3)   |
| -------------------------- | --- | -------------- |
| Emanuelsen 30' Fajfric 90' |     | Johannesen 90' |

| Lassa Idrettspark, Stavanger |

| 2021. július 24. 15:00 CEST (UTC+2) |

| Bjarg (4) | 0–5 | Brann (1)                                                |
| --------- | --- | -------------------------------------------------------- |
|           |     | Pedersen 10' Bamba 21' Delaveris 44' Taylor 50' Sané 66' |

| Stavollen Idrettspark, Bergen Játékvezető: Sondre Brudvik |

| 2021. július 24. 15:00 CEST (UTC+2) |

| Elverum (4)  | 1–3 | Kongsvinger (3)                 |
| ------------ | --- | ------------------------------- |
| Bellhcen 45' |     | Grodås 3' Grundt 35' Holter 65' |

| Elverum Stadion, Elverum Játékvezető: Bjørn Laugerud |

| 2021. július 24. 15:00 CEST (UTC+2) |

| Express (4) | 0–8 | Start (2)                                                                    |
| ----------- | --- | ---------------------------------------------------------------------------- |
|             |     | Akinyemi 25' 45' 90' Markovic 31' 59' Tønnessen 37' Schulze 58' Sjøkvist 87' |

| Fevik Stadion, Grimstad Játékvezető: Jørgen Haugen |

| 2021. július 24. 15:00 CEST (UTC+2) |

| Fana (4)                  | 2–1 | Sotra (3)    |
| ------------------------- | --- | ------------ |
| Ingebrigtsen 27' Lund 57' |     | Johansen 36' |

| Varden Amfi, Bergen Játékvezető: Martin Mjøs |

| 2021. július 24. 15:00 CEST (UTC+2) |

| Follo (4) | 0–1 | Stabæk (1) |
| --------- | --- | ---------- |
|           |     | Hansen 90' |

| Ski Stadion, Follo Játékvezető: Johan Grundt |

| 2021. július 24. 15:00 CEST (UTC+2) |

| Fu/Vo (4) | 0–4 | Lillestrøm (1)                           |
| --------- | --- | ---------------------------------------- |
|           |     | Brunes 31' 55' Garnås 51' Rosenkilde 78' |

| Funnefoss Stadion, Oppåkermoen Játékvezető: Ali Al-Hatam |

| 2021. július 24. 15:00 CEST (UTC+2) |

| Hinna (4) | 0–4 | Bryne (2)                             |
| --------- | --- | ------------------------------------- |
|           |     | Undheim 31' Holtan 33' 87' Jensen 59' |

| Wintershall Dea-banen, Stavanger Játékvezető: André Birkeland |

| 2021. július 24. 15:00 CEST (UTC+2) |

| Mandalskameratene (4) | 1–2 (h. u.) | Arendal (3)                           |
| --------------------- | ----------- | ------------------------------------- |
| Kvinen 51'            |             | Eriksen 80' Kiilerich 105' (11-esből) |

| Idrettsparken Stadion, Mandal Játékvezető: Javi Mertens |

| 2021. július 24. 15:00 CEST (UTC+2) |

| NTNUI (4) | 0–6 | Stjørdals-Blink (2)                           |
| --------- | --- | --------------------------------------------- |
|           |     | Rødahl 8' 61' Bransdal 39' 89' Augdal 45' 71' |

| Koteng Arena, Trondheim Játékvezető: Bendik Haarberg |

| 2021. július 24. 15:00 CEST (UTC+2) |

| Skånland (4) | 0–11 | Tromsø (1) |
| ------------ | ---- | --- |
|              |      | Ebiye 20' Antonsen 25' Mikkelsen 27' 47' Vesterlund 41' Jenssen 59' Gundersen 64' Rothmann 66' 81' Ingebrigtsen 78' 83' |

| Skånland Kunstgress, Skånland Játékvezető: Kristian Kristiansen |

| 2021. július 24. 15:00 CEST (UTC+2) |

| Sunndal (5) | 0–4 | Brattvåg (3)                                       |
| ----------- | --- | -------------------------------------------------- |
|             |     | Mogensen 2' Lille-Løvø 22' Petersen 39' Hildre 86' |

| Sunndal Kunstgress, Sunndal Játékvezető: Rikhard Lyng |

| 2021. július 24. 15:00 CEST (UTC+2) |

| Vardeneset (5) | 0–3 | Djerv 1919 (4)              |
| -------------- | --- | --------------------------- |
|                |     | Haaland 70' 72' Karlsen 85' |

| Modenabanen, Stavanger Játékvezető: Are Høyland |

| 2021. július 24. 15:30 CEST (UTC+2) |

| Skjervøy (4) | 0–1 | Alta (3)        |
| ------------ | --- | --------------- |
|              |     | Reginiussen 90' |

| Lerøy Stadion, Skjervøy Játékvezető: Magnus Tjelle |

| 2021. július 24. 16:00 CEST (UTC+2) |

| Brodd (4) | 0–3 | Sandnes Ulf (2)                      |
| --------- | --- | ------------------------------------ |
|           |     | Jónsson 33' Bringaker 72' Effiom 82' |

| Midjord Idrettspark, Stavanger Játékvezető: Aleksander Vermundsen |

| 2021. július 24. 16:00 CEST (UTC+2) |

| Fjøra (4) | 0–3 | Sogndal (2)                     |
| --------- | --- | ------------------------------- |
|           |     | Kryger 10' Skrove 28' Hoven 30' |

| Fosshaugane Campus, Sogndal Játékvezető: Jakob Søgnen |

| 2021. július 24. 16:00 CEST (UTC+2) |

| Eik Tønsberg (4) | 0–1 | Odds (1)                 |
| ---------------- | --- | ------------------------ |
|                  |     | Lauritsen 89' (11-esből) |

| Tønsberg Gressbane, Tønsberg Játékvezető: Sander Johannessen |

| 2021. július 24. 16:00 CEST (UTC+2) |

| Gjelleråsen (4) | 1–4 | Eidsvold Turn (3)                              |
| --------------- | --- | ---------------------------------------------- |
| Bakken 6'       |     | Henriksen 30' 56' Kolbjørnsrud 40' Notoane 49' |

| Li Kunstgress, Gjelleråsen Játékvezető: Arion Shaqiri |

| 2021. július 24. 16:00 CEST (UTC+2) |

| Gjøvik-Lyn (4)           | 2–0 | Toten (4) |
| ------------------------ | --- | --------- |
| Karlsson 9' Sandberg 56' |     |           |

| Gjøvik Stadion, Gjøvik Játékvezető: Christoffer Bergstuen |

| 2021. július 24. 16:00 CEST (UTC+2) |

| Stord (4)                                                   | 2–2 (h. u.) | Haugesund (1)                                                                  |
| ----------------------------------------------------------- | ----------- | ------------------------------------------------------------------------------ |
| Grov 68' Pedersen 90+4'                                     |             | Fredriksen 23' Sande 51'                                                       |
| Büntetőpárbaj                                               |             |                                                                                |
| Pedersen Grov Eide Jensen Stoknes Johnsen Grov Rinne Gjerde | 7–6         | Liseth Stølås Therkildsen Ndour Hansen Pedersen Tjoland Gunnarshaug Johannesen |

| Stord Stadion, Stord Játékvezető: Jan Tennøy |

| 2021. július 24. 16:00 CEST (UTC+2) |

| Vindbjart (4) | 0–1 | Fløy (3)    |
| ------------- | --- | ----------- |
|               |     | Nygaard 36' |

| Sparebanken Sør-banen Vennesla, Vennesla Játékvezető: Zyad Qashua |

| 2021. július 24. 16:00 CEST (UTC+2) |

| Volda (4)         | 2–4 (h. u.) | Kristiansund (1)                  |
| ----------------- | ----------- | --------------------------------- |
| Myklebust 14' 42' |             | Willumsson 61' 110' 119' Diop 86' |

| Volda Stadion, Volda Játékvezető: Torgeir Halsen |

| 2021. július 24. 16:00 CEST (UTC+2) |

| Årdal (4) | 0–1 (h. u.) | Florø (3)   |
| --------- | ----------- | ----------- |
|           |             | Brahimi 94' |

| Jotun Stadion, Årdal Játékvezető: Markus Bakke |

| 2021. július 24. 18:00 CEST (UTC+2) |

| Lokomotiv Oslo (4) | 0–1 | Kjelsås (3) |
| ------------------ | --- | ----------- |
|                    |     | Rusten 49'  |

| Tørteberg Kunstgress 2, Oslo Játékvezető: Jonas Johnsen |

| 2021. július 25. 14:00 CEST (UTC+2) |

| Flint (4)   | 1–2 | Fram Larvik (3)           |
| ----------- | --- | ------------------------- |
| Deletic 11' |     | Kongerud 71' Bojadzic 84' |

| Flint Esso Arena, Tønsberg Játékvezető: Rune Nilsen |

| 2021. július 25. 15:00 CEST (UTC+2) |

| Harstad (5)               | 2–0 | Melbo (4) |
| ------------------------- | --- | --------- |
| Kjelseth 18' Windstad 75' |     |           |

| Harstad Stadion, Harstad Játékvezető: Ole Knutsen |

| 2021. július 25. 15:00 CEST (UTC+2) |

| Spjelkavik (4) | 1–4 | Molde (1)                                         |
| -------------- | --- | ------------------------------------------------- |
| Heia 87'       |     | Grødem 32' Fofana 61' Brynhildsen 63' Tjåland 90' |

| Spjelkavik Stadion, Ålesund Játékvezető: Mathias Kringstad |

| 2021. július 25. 15:00 CEST (UTC+2) |

| Stovner (4)          | 2–5 | Grorud (2)                                     |
| -------------------- | --- | ---------------------------------------------- |
| Jafar 8' Fajfric 56' |     | Skåttun 27' Bredeli 53' Aga 61' 77' Essaeh 90' |

| Rommensletta Kunstgress, Oslo Játékvezető: Hakan Catalgøl |

| 2021. július 25. 16:00 CEST (UTC+2) |

| Hønefoss (4) | 0–2 | Strømsgodset (1)                 |
| ------------ | --- | -------------------------------- |
|              |     | Maigaard 20' (11-esből) Hove 78' |

| Hønefoss Idrettspark, Hønefoss Játékvezető: Marius Lien |

| 2021. július 25. 16:00 CEST (UTC+2) |

| Lysekloster (4) | 1–2 | Åsane (2)             |
| --------------- | --- | --------------------- |
| Rinde 88'       |     | Herrem 29' Nygard 61' |

| Lysekloster Family Arena, Os Játékvezető: Bjørn Tvedt |

| 2021. július 25. 16:00 CEST (UTC+2) |

| Lørenskog (4) | 1–2 | Strømmen (2)      |
| ------------- | --- | ----------------- |
| Andresen 28'  |     | Birkeland 86' 90' |

| Kurlandsparken, Lørenskog Játékvezető: Henrik Pettersen |

| 2021. július 25. 16:00 CEST (UTC+2) |

| Nybergsund (4) | 0–1 | Raufoss (2) |
| -------------- | --- | ----------- |
|                |     | Ndiaye 10'  |

| Nybergsund Stadion, Nybergsund Játékvezető: Anders Bodding |

| 2021. július 25. 16:00 CEST (UTC+2) |

| Oppsal (4) | 0–2 | Skeid (3)               |
| ---------- | --- | ----------------------- |
|            |     | Andersen 14' Agouda 58' |

| Trasop Kunstgress, Oslo Játékvezető: Herman Bostad |

| 2021. július 25. 16:00 CEST (UTC+2) |

| Rana (4) | 1–4 | Bodø/Glimt (1)                  |
| -------- | --- | ------------------------------- |
| Råde 27' |     | Nordås 59' 62' 78' Bjørnmyr 65' |

| Nye Sagbakken Stadion, Mo i Rana Játékvezető: Martin Berg |

| 2021. július 25. 16:00 CEST (UTC+2) |

| Strindheim (4)         | 2–4 | Orkla (4)                             |
| ---------------------- | --- | ------------------------------------- |
| Strand 35' Johnsen 88' |     | Lynum 16' 52' Blomseth 45' Løkken 90' |

| Ruta Arena, Trondheim Játékvezető: Veronika Fjeldvær |

| 2021. július 25. 16:00 CEST (UTC+2) |

| Træff (4) | 0–4 | Aalesund (2)                                  |
| --------- | --- | --------------------------------------------- |
|           |     | Segberg 16' Määttä 34' Grønner 71' Haugen 78' |

| Reknesbanen, Molde Játékvezető: Daniel Refsnes |

| 2021. július 25. 16:00 CEST (UTC+2) |

| Ullern (4)                                  | 3–1 | Asker (3)          |
| ------------------------------------------- | --- | ------------------ |
| Jor 48' (11-esből) Følstad 51' Mufoncol 78' |     | Mauritz-Hansen 45' |

| Ullern Kunstgress, Oslo Játékvezető: Morten Andersen-Gott |

| 2021. július 25. 16:00 CEST (UTC+2) |

| Verdal (5) | 0–6 | Nardo (3)                                         |
| ---------- | --- | ------------------------------------------------- |
|            |     | Haugen 1' 53' Hustad 16' 48' Chikh 86' Strand 90' |

| Coop Arena Verdal, Verdal Játékvezető: Haakon Bue |

| 2021. július 25. 16:00 CEST (UTC+2) |

| Ørn Horten (4) | 1–2 | Ull/Kisa (2)                         |
| -------------- | --- | ------------------------------------ |
| Soares 24'     |     | Rakneberg 62' Sørløkk 80' (11-esből) |

| Lystlunden, Horten Játékvezető: Herman Holthe |

| 2021. július 25. 16:15 CEST (UTC+2) |

| Lyn (4) | 0–4 | Vålerenga (1)                                    |
| ------- | --- | ------------------------------------------------ |
|         |     | Skaret 18' Bjørdal 27' Udahl 49' Christensen 76' |

| Bislett Stadium, Oslo Játékvezető: Mohammad Aslam |

| 2021. július 25. 17:00 CEST (UTC+2) |

| Kråkerøy (4) | 0–3 | Fredrikstad (2)                    |
| ------------ | --- | ---------------------------------- |
|              |     | Johansen 56' Solberg 81' Begby 88' |

| Fredrikstad Stadion, Fredrikstad Játékvezető: Mohammad Hafezi |

| 2021. július 25. 18:00 CEST (UTC+2) |

| Brumunddal (4) | 1–2 | HamKam (2)             |
| -------------- | --- | ---------------------- |
| Nysæter 51'    |     | Berisha 3' Enkerud 83' |

| Sveum Idrettspark, Brumunddal Játékvezető: Sebastin Mikalsen |

| 2021. július 25. 18:00 CEST (UTC+2) |

| Byåsen (4)                                   | 3–4 (h. u.) | Ranheim (2)                                                |
| -------------------------------------------- | ----------- | ---------------------------------------------------------- |
| Nordskag 13' (11-esből) Selnes 37' Risan 86' |             | Brattbakk 10' Reginiussen 45+2' Tromsdal 78' Marklund 102' |

| Byåsen Arena, Trondheim Játékvezető: Mats Hansen |

| 2021. július 25. 18:00 CEST (UTC+2) |

| Donn (4)     | 1–2 | Jerv (2)              |
| ------------ | --- | --------------------- |
| Sersland 54' |     | Fandi 77' Norheim 86' |

| Kristiansand Stadion, Kristiansand Játékvezető: Jørgen Haga |

| 2021. július 25. 18:00 CEST (UTC+2) |

| Halsen (4) | 1–5 | Notodden (3)                            |
| ---------- | --- | --------------------------------------- |
| Nilsen 20' |     | Lillo 2' Dvergsdal 16' 81' Røed 52' 56' |

| Bergeskogen Idrettspark, Larvik Játékvezető: Håvard Bjerkelund |

| 2021. július 25. 18:00 CEST (UTC+2) |

| Kvik Halden (3) | 0–2 | Sarpsborg 08 (1)                 |
| --------------- | --- | -------------------------------- |
|                 |     | Sæter-Mehmeti 45' Skålevik 90+5' |

| Halden Stadion, Halden Játékvezető: Abdulhadi Al-Fahad |

| 2021. július 25. 18:00 CEST (UTC+2) |

| Melhus (4) | 0–7 | Rosenborg (1)                                                                               |
| ---------- | --- | ------------------------------------------------------------------------------------------- |
|            |     | Islamović 24' Hovland 57' Wiedesheim-Paul 73' 75' Broholm 90' Grilstad 90+2' Šerbečić 90+4' |

| Gruva Nedre, Melhus Játékvezető: Oliver Skaret Barsøe |

| 2021. július 25. 18:00 CEST (UTC+2) |

| Os (4)                   | 2–6 | Øygarden (3)                          |
| ------------------------ | --- | ------------------------------------- |
| Fosen 46' Kvittingen 75' |     | Eiane 8' 37' 54' 59' 78' Moldenes 22' |

| Kuventræ Stadion, Os Játékvezető: Mattias Sakstad |

| 2021. július 25. 18:00 CEST (UTC+2) |

| Pors (4)    | 1–4 | Sandefjord (1)                                          |
| ----------- | --- | ------------------------------------------------------- |
| Thorsen 72' |     | Mørk 58' Sødlund 61' Gussiås 67' (11-esből) Jónsson 85' |

| Pors Stadion, Porsgrunn Játékvezető: Herman Aass |

| 2021. július 25. 18:00 CEST (UTC+2) |

| Ready (4)                   | 4–0 | Grei (5) |
| --------------------------- | --- | -------- |
| Bråten 18' 30' 35' Seip 44' |     |          |

| Gressbanen, Oslo Játékvezető: Philip Aarskog |

| 2021. július 25. 18:00 CEST (UTC+2) |

| Sandviken (4) | 1–2 (h. u.) | Fyllingsdalen (4)          |
| ------------- | ----------- | -------------------------- |
| Selnes 80'    |             | Huseklepp 15' Bergset 112' |

| Stemmemyren Kunstgress, Bergen Játékvezető: Eirik Wisted-Thu |

| 2021. július 25. 18:00 CEST (UTC+2) |

| Sola (4)     | 1–0 | Madla (4) |
| ------------ | --- | --------- |
| Berntsen 39' |     |           |

| Sola Stadion, Sola Játékvezető: Cecilie Frøyland |

| 2021. július 25. 18:00 CEST (UTC+2) |

| Staal Jørpeland (4)         | 2–3 | Viking (1)                                 |
| --------------------------- | --- | ------------------------------------------ |
| Østensen 56' (11-esből) 83' |     | Friðjónsson 25' Vikstøl 59' Sebulonsen 85' |

| Jørpeland Stadion, Jørpeland Játékvezető: Ola Kellerhals |

| 2021. július 25. 18:00 CEST (UTC+2) |

| Vestfossen (5) | 1–3 | Moss (3)                     |
| -------------- | --- | ---------------------------- |
| Sell 45'       |     | Skårn 28' 32' 90' (11-esből) |

| RVS Parken Vestfossen Gress, Vestfossen Játékvezető: Per Heiberg |

| 2021. július 25. 18:00 CEST (UTC+2) |

| Åkra (4)                                 | 2–2 (h. u.) | Vard Haugesund (3)                          |
| ---------------------------------------- | ----------- | ------------------------------------------- |
| Rasmussen 14' (11-esből) 51'             |             | Kling 12' Underhaug 28'                     |
| Büntetőpárbaj                            |             |                                             |
| Tveit Fauskanger Aarås Rasmussen Høvring | 5–4         | Underhaug Ndayisenga Barane Nordtveit Kling |

| Åkra Idrettspark, Karmøy Játékvezető: Karoline Jensen |

| 2021. július 25. 18:00 CEST (UTC+2) |

| Åssiden (4) | 0–3 | Mjøndalen (1)                         |
| ----------- | --- | ------------------------------------- |
|             |     | Ibrahim 9' Aasmundsen 61' Scriven 69' |

| Åssiden Stadion, Drammen Játékvezető: Magnus Koløy |

## Második kör
A második kör meccseit 2021. július 31-én és augusztus 1-jén bonyolították le.
| 2021. július 31. 15:00 CEST (UTC+2) |

| Kongsvinger (3)           | 3–0 | Strømmen (2) |
| ------------------------- | --- | ------------ |
| Güven 3' 73' Andersen 54' |     |              |

| Gjemselund Stadion, Kongsvinger Játékvezető: Anders Bodding |

| 2021. július 31. 15:00 CEST (UTC+2) |

| Vidar (4) | 0–2 | Start (2)                  |
| --------- | --- | -------------------------- |
|           |     | Schulze 12' Akinyemi 90+1' |

| Lassa Idrettspark, Stavanger Játékvezető: Ola Kellerhals |

| 2021. július 31. 15:00 CEST (UTC+2) |

| Florø (3)   | 1–5 | Sogndal (2)                           |
| ----------- | --- | ------------------------------------- |
| Brahimi 18' |     | Hoven 15' 29' 42' 58' Bjørnebye 45+1' |

| Florø Stadion, Florø Játékvezető: Sondre Brudvik |

| 2021. július 31. 16:00 CEST (UTC+2) |

| Gjøvik-Lyn (4) | 0–3 | HamKam (2)                    |
| -------------- | --- | ----------------------------- |
|                |     | Enkerud 32' 40' Lindkvist 38' |

| Gjøvik Stadion, Gjøvik Játékvezető: Tom Harald Hagen |

| 2021. július 31. 16:00 CEST (UTC+2) |

| Sola (4) | 0–6 | Bryne (2)                                                     |
| -------- | --- | ------------------------------------------------------------- |
|          |     | Holtan 4' 37' (11-esből) Andersen 53' Undheim 57' Dybevik 77' |

| Sola Stadion, Sola község Játékvezető: Jørgen Haga |

| 2021. július 31. 16:00 CEST (UTC+2) |

| Stord (4) | 0–4 | Åsane (2)                                        |
| --------- | --- | ------------------------------------------------ |
|           |     | Austevoll 19' Lorentzen 30' Ueland 42' Vågen 77' |

| Stord Stadion, Stord Játékvezető: Aleksander S. Vermundsen |

| 2021. július 31. 16:00 CEST (UTC+2) |

| Brattvåg (3)      | 2–3 | Aalesund (2)                             |
| ----------------- | --- | ---------------------------------------- |
| Lille-Løvø 7' 57' |     | Ødemarksbakken 45' Haugen 51' Nordli 59' |

| Brattvåg Stadion, Brattvåg Játékvezető: Mathias Smehus Kringstad |

| 2021. július 31. 16:00 CEST (UTC+2) |

| Harstad (5)                                                    | 2–2 (h. u.) | Senja (3)                                                  |
| -------------------------------------------------------------- | ----------- | ---------------------------------------------------------- |
| T. Windstad 43' M. Ingebrigtsen 46'                            |             | R. Johansen 65' B. Karlsen 83'                             |
| Büntetőpárbaj                                                  |             |                                                            |
| M. Ingebrigtsen . Alvereng J. Pedersen E. Kajander M. Kjelseth | 4–3         | M. Johnsgård G. Severinsen M. Berg A. Eliassen R. Johansen |

| Harstad Stadion, Harstad Játékvezető: Herman Holthe |

| 2021. július 31. 16:00 CEST (UTC+2) |

| Fløya (3)            | 1–5 | KFUM (2)                                            |
| -------------------- | --- | --------------------------------------------------- |
| B. Berg-Johansen 49' |     | Romsaas 10' Sanyang 31' Moula 38' 73' Lindquist 59' |

| Fløya Arena, Tromsø Játékvezető: Hakan Catalgøl |

| 2021. augusztus 1. 13:00 CEST (UTC+2) |

| Nardo (3)                                              | 3–0 | Stjørdals-Blink (2) |
| ------------------------------------------------------ | --- | ------------------- |
| H. Hammer 24' J. Skille 45+3' (11-esből) A. Krokbø 90' |     |                     |

| Nissekollen Kunstgress, Trondheim Játékvezető: Oliver Skaret Barsøe |

| 2021. augusztus 1. 14:00 CEST (UTC+2) |

| Fana (4) | 0–3 | Brann (1)                     |
| -------- | --- | ----------------------------- |
|          |     | Pedersen 17' 78' Taylor 90+3' |

| Varden Amfi, Bergen Játékvezető: Torgeir Halsen |

| 2021. augusztus 1. 14:00 CEST (UTC+2) |

| Alta (3)                              | 3–1 | Tromsø (1)     |
| ------------------------------------- | --- | -------------- |
| C. Reginiussen 16' 82' el Ghaouti 28' |     | Antonsen 45+2' |

| SmartDok Arena, Alta Játékvezető: Ole-Alexander Ekeli Valen |

| 2021. augusztus 1. 15:00 CEST (UTC+2) |

| Eidsvold Turn (3) | 1–3 | Raufoss (2)                    |
| ----------------- | --- | ------------------------------ |
| H. Henriksen 1'   |     | Karlsbakk 6' Werni 18' Alm 27' |

| Myhrer Stadion, Eidsvoll Játékvezető: Sander Johannessen |

| 2021. augusztus 1. 15:00 CEST (UTC+2) |

| Fløy (3)                                     | 2–2 (h. u.) | Jerv (2)               |
| -------------------------------------------- | ----------- | ---------------------- |
| T. Nygaard 22' 101'                          |             | Campos 66' Fandi 113'  |
| Büntetőpárbaj                                |             |                        |
| T. Nygaard M. Holt S. Ystanes M. Grundetjern | 4–1         | Wichmann Fandi Furtado |

| Arkicon Arena Flekkerøy, Flekkerøy Játékvezető: Sebastian Mikalsen |

| 2021. augusztus 1. 16:00 CEST (UTC+2) |

| Ullern (4)     | 1–3 (h. u.) | Vålerenga (1)                        |
| -------------- | ----------- | ------------------------------------ |
| L. Følstad 86' |             | Christensen 82' Jensen 92' Jatta 95' |

| Ullern Kunstgress, Oslo Játékvezető: Stian Røvig Sletner |

| 2021. augusztus 1. 16:00 CEST (UTC+2) |

| Djerv 1919 (4) | 0–2 | Viking (1)                 |
| -------------- | --- | -------------------------- |
|                |     | Berisha 36' 73' (11-esből) |

| Djervbanen, Haugesund Játékvezető: Daniel Higraff |

| 2021. augusztus 1. 16:00 CEST (UTC+2) |

| Hødd (3)    | 1–2 | Molde (1)                   |
| ----------- | --- | --------------------------- |
| B. Rise 69' |     | Grødem 35' 90+1' (11-esből) |

| Nye Høddvoll, Ulsteinvik Játékvezető: Harald Røvig Sletner |

| 2021. augusztus 1. 16:00 CEST (UTC+2) |

| Levanger (3) | 0–2 | Ranheim (2)                 |
| ------------ | --- | --------------------------- |
|              |     | Melkersen 66' Brattbakk 71' |

| TOBB Arena Levanger, Levanger Játékvezető: Herman Leiulfsrud Aass |

| 2021. augusztus 1. 16:15 CEST (UTC+2) |

| Skeid (3)   | 1–2 (h. u.) | Lillestrøm (1)         |
| ----------- | ----------- | ---------------------- |
| Buduson 58' |             | Svendsen 52' Olsen 97' |

| Nordre Åsen, Oslo Játékvezető: Rohit Saggi |

| 2021. augusztus 1. 18:00 CEST (UTC+2) |

| Moss (3)                                                | 3–1 | Fredrikstad (2) |
| ------------------------------------------------------- | --- | --------------- |
| T. Jakobsen 48' (11-esből) U. Pedersen 81' C. Skårn 90' |     | Solberg 35'     |

| Melløs Stadion, Moss Játékvezető: Marius Lien |

| 2021. augusztus 1. 18:00 CEST (UTC+2) |

| Nordstrand (4) | 0–3 | Sarpsborg 08 (1)                     |
| -------------- | --- | ------------------------------------ |
|                |     | Dyrestam 34' Opseth 47' Salétros 67' |

| Nordstrand Kunstgress, Oslo Játékvezető: Jørgen Haugen |

| 2021. augusztus 1. 18:00 CEST (UTC+2) |

| Kjelsås (3) | 0–1 | Grorud (2)   |
| ----------- | --- | ------------ |
|             |     | Zafeiris 79' |

| Grefsen Stadion, Oslo Játékvezető: Mohammad Hafezi |

| 2021. augusztus 1. 18:00 CEST (UTC+2) |

| Ready (4) | 0–1 | Strømsgodset (1) |
| --------- | --- | ---------------- |
|           |     | Gunnarsson 70'   |

| Gressbanen, Oslo Játékvezető: Johan William Grundt |

| 2021. augusztus 1. 18:00 CEST (UTC+2) |

| Ull/Kisa (2) | 0–1 | Stabæk (1) |
| ------------ | --- | ---------- |
|              |     | Hansen 37' |

| Jessheim Stadion, Jessheim Játékvezető: Ali al Hatam |

| 2021. augusztus 1. 18:00 CEST (UTC+2) |

| Notodden (3) | 0–3 | Mjøndalen (1)             |
| ------------ | --- | ------------------------- |
|              |     | Øverby 17' Nakkim 45' 77' |

| Optime Arena, Notodden Játékvezető: Ajdin Medic |

| 2021. augusztus 1. 18:00 CEST (UTC+2) |

| Fram Larvik (3) | 0–1 | Odds (1)       |
| --------------- | --- | -------------- |
|                 |     | Rólantsson 36' |

| Framparken, Larvik Játékvezető: Magnus Nicolay Koløy |

| 2021. augusztus 1. 18:00 CEST (UTC+2) |

| Arendal (3)                                                                 | 5–4 (h. u.) | Sandefjord (1)                              |
| --------------------------------------------------------------------------- | ----------- | ------------------------------------------- |
| T. Hafstad 27' O. Hovstad 52' Hellum 60' Mladenovic 95' D. Roppestad 105+1' |             | Gussiås 15' 50' Nyenetue 45+2' Jónsson 118' |

| Norac Stadion, Arendal Játékvezető: Svein Tore Sinnes |

| 2021. augusztus 1. 18:00 CEST (UTC+2) |

| Åkra (4)                         | 2–3 | Sandnes Ulf (2)                       |
| -------------------------------- | --- | ------------------------------------- |
| J. Finne 24' P. Fauskanger 90+4' |     | Hustad 30' Bringaker 38' Øveraas 115' |

| Åkra Idrettspark, Karmøy Játékvezető: Mischa Kellerhals |

| 2021. augusztus 1. 18:00 CEST (UTC+2) |

| Orkla (4)       | 1–11 | Rosenborg (1)                                                                        |
| --------------- | ---- | ------------------------------------------------------------------------------------ |
| E. Helgetun 38' |      | Skarsem 11' 43' Islamović 16' 29' 34' 51' Reitan 21' Ceide 23' 60' 88' Konradsen 63' |

| Fannremsmoen, Orkanger Játékvezető: Marius Hansen Grøtta |

| 2021. augusztus 1. 18:00 CEST (UTC+2) |

| Tiller (4)    | 1–5 | Kristiansund (1)                                             |
| ------------- | --- | ------------------------------------------------------------ |
| O. Bugten 82' |     | Sivertsen 27' Gjertsen 61' Isaksen 74' Muçolli 84' Bye 90+4' |

| Tobb Arena Sør, Trondheim Játékvezető: Dag Vidar Hafsås |

| 2021. augusztus 1. 18:00 CEST (UTC+2) |

| Junkeren (4)             | 1–3 | Bodø/Glimt (1)               |
| ------------------------ | --- | ---------------------------- |
| I. Unhjem 58' (11-esből) |     | Hagen 3' Berg 67' Nordås 72' |

| Stordalen Kunstgress, Bodø Játékvezető: Anders Bodding |

| 2021. augusztus 1. 19:00 CEST (UTC+2) |

| Fyllingsdalen (4)    | 1–2 | Øygarden (3)                 |
| -------------------- | --- | ---------------------------- |
| M. Christophersen 6' |     | M. Eiane 5' J. Edvardsen 83' |

| Varden Amfi, Bergen Játékvezető: Abdulhadi Al-Fahad |

## Harmadik kör
A harmadik kör meccseit 2021. szeptember 22-én bonyolították le.
| 2021. szeptember 22. 17:00 CEST (UTC+2) |

| Grorud (2)                         | 2–3 (h. u.) | Lillestrøm (1)                     |
| ---------------------------------- | ----------- | ---------------------------------- |
| Bredeli 35' (11-esből) Drammeh 40' |             | Mathew 26' Dragsnes 89' Olsen 106' |

| Grorud Arctic Match, Oslo Játékvezető: Svein Tore Sinnes |

| 2021. szeptember 22. 17:00 CEST (UTC+2) |

| KFUM (2)                                      | 3–1 | Kristiansund (1) |
| --------------------------------------------- | --- | ---------------- |
| Svindland 15' Sanyang 51' (11-esből) Nije 67' |     | Gjertsen 17'     |

| KFUM Arena, Oslo Játékvezető: Marius Lien |

| 2021. szeptember 22. 18:00 CEST (UTC+2) |

| Harstad (5) | 0–5 | Brann (1)                                         |
| ----------- | --- | ------------------------------------------------- |
|             |     | Rasmussen 18' Simba 50' Heggebø 62' 65' Sakor 71' |

| Harstad Stadion, Harstad Játékvezető: Eivind Bodding |

| 2021. szeptember 22. 18:00 CEST (UTC+2) |

| Kongsvinger (3)                            | 4–1 | Fløy (3)     |
| ------------------------------------------ | --- | ------------ |
| B. Pedersen 16' Andersen 56' Güven 73' 84' |     | A. Hauge 76' |

| Gjemselund Stadion, Kongsvinger Játékvezető: Magnus Nicolai Koløy |

| 2021. szeptember 22. 18:00 CEST (UTC+2) |

| Start (2)                                         | 4–2 | Mjøndalen (1)       |
| ------------------------------------------------- | --- | ------------------- |
| Ugland 33' Ramsland 58' Markovic 62' Sjøkvist 67' |     | Twum 39' Bækken 87' |

| Sør Arena, Kristiansand Játékvezető: Marius Hansen Grøtta |

| 2021. szeptember 22. 18:00 CEST (UTC+2) |

| Alta (3)           | 1–2 | Bodø/Glimt (1)         |
| ------------------ | --- | ---------------------- |
| C. Reginiussen 89' |     | Kvile 45' Sampsted 50' |

| Finnmarkshallen, Alta Játékvezető: Christian Moen |

| 2021. szeptember 22. 18:00 CEST (UTC+2) |

| Vålerenga (1) | 0–3 | Odds (1)                      |
| ------------- | --- | ----------------------------- |
|               |     | Jevtović 20' Svendsen 58' 60' |

| Intility Arena, Oslo Játékvezető: Kai Erik Steen |

| 2021. szeptember 22. 18:00 CEST (UTC+2) |

| Øygarden (3) | 0–5 | Sarpsborg 08 (1)                             |
| ------------ | --- | -------------------------------------------- |
|              |     | Salétros 1' Opseth 24' 37' 56' Halvorsen 59' |

| Ågotnes Stadion, Øygarden Játékvezető: Steinar Hauge |

| 2021. szeptember 22. 18:00 CEST (UTC+2) |

| Nardo (3)                                     | 2–2 (h. u.) | Arendal (3)                           |
| --------------------------------------------- | ----------- | ------------------------------------- |
| A. Krokbø 4' S. Laugsand 8'                   |             | Hellum 14' M. Madsen 90+3'            |
| Büntetőpárbaj                                 |             |                                       |
| H. Olsen J. Skille J. Lie R. Chikh M. Sandvik | 5–3         | Hellum Kiilerich S. Berge O. Håbestad |

| MUS Stadion Sandskogan, Trondheim Játékvezető: Mathias Støfringshaug |

| 2021. szeptember 22. 18:00 CEST (UTC+2) |

| Ranheim (2)                  | 1–1 (h. u.) | Aalesund (2)                          |
| ---------------------------- | ----------- | ------------------------------------- |
| Melkersen 15'                |             | Diaw 90+1'                            |
| Büntetőpárbaj                |             |                                       |
| Tønne Kvande Erlien Tromsdal | 1–3         | Jansen Nordli Castro Hopland Ólafsson |

| EXTRA Arena, Trondheim Játékvezető: Daniel Higraff |

| 2021. szeptember 22. 18:00 CEST (UTC+2) |

| Strømsgodset (1)                            | 5–1 | Stabæk (1) |
| ------------------------------------------- | --- | ---------- |
| Stenevik 13' Valsvik 44' Kadiri 65' 69' 72' |     | Ottesen 5' |

| Marienlyst Stadion, Drammen Játékvezető: Kristoffer Hagenes |

| 2021. szeptember 22. 18:00 CEST (UTC+2) |

| Bryne (2)   | 1–4 | Molde (1)                                       |
| ----------- | --- | ----------------------------------------------- |
| Dybevik 19' |     | Eikrem 12' Grødem 26' Andersen 63' Bjørnbak 75' |

| Bryne Stadion, Bryne Játékvezető: Jan Morten Tennøy |

| 2021. szeptember 22. 18:00 CEST (UTC+2) |

| Sogndal (2) | 0–2 | Åsane (2)                 |
| ----------- | --- | ------------------------- |
|             |     | Auklend 19' Lorentzen 74' |

| Fosshaugane Campus, Sogndal Játékvezető: Sigurd Smehus Kringstad |

| 2021. szeptember 22. 18:00 CEST (UTC+2) |

| Moss (3)                   | 1–7 | Sandnes Ulf (2)                                                    |
| -------------------------- | --- | ------------------------------------------------------------------ |
| T. Jakobsen 15' (11-esből) |     | Ekeland 22' 73' Baidoo 23' Bringaker 29' Hustad 39' Effiom 67' 81' |

| Melløs Stadion, Moss Játékvezető: Harald Røvig Sletner |

| 2021. szeptember 22. 18:00 CEST (UTC+2) |

| HamKam (2) | 1–2 | Raufoss (2)       |
| ---------- | --- | ----------------- |
| Onsrud 22' |     | Helmersen 20' 37' |

| Briskeby Arena, Hamar Játékvezető: Tom Harald Hagen |

| 2021. szeptember 22. 20:10 CEST (UTC+2) |

| Viking (1)                           | 3–1 | Rosenborg (1) |
| ------------------------------------ | --- | ------------- |
| Løkberg 33' De Lanlay 50' Tripić 79' |     | Holse 61'     |

| Viking Stadion, Stavanger Játékvezető: Rohit Saggi |

## Negyedik kör
A negyedik kör mérkőzéseit 2022. március 12-én és 13-án bonyolították le.
| 2022. március 6. 18:00 CEST (UTC+2) |

| Aalesund (1) | w/o | Bodø/Glimt (1) |
| ------------ | --- | -------------- |
|              |     |                |

| Color Line Stadion, Ålesund |

A Bodø/Glimt csapata mérkőzés nélkül továbbjutott.
| 2022. március 12. 15:00 CEST (UTC+2) |

| KFUM (2) | 1–0 | Brann (2) |
| -------- | --- | --------- |
| Njie 60' |     |           |

| Intility Arena, Oslo Nézőszám: 2 239 Játékvezető: Marius Hansen Grøtta |

| 2022. március 12. 15:00 CEST (UTC+2) |

| Kongsvinger (2) | 0–2 | Viking (1)                |
| --------------- | --- | ------------------------- |
|                 |     | Tripić 1' Friðjónsson 46' |

| Gjemselund Stadion, Kongsvinger Nézőszám: 1 765 Játékvezető: Espen Eskås |

| 2022. március 12. 15:00 CEST (UTC+2) |

| Raufoss (2)                                                      | 1–1 (h. u.) | Strømsgodset (1)                                     |
| ---------------------------------------------------------------- | ----------- | ---------------------------------------------------- |
| Simenstad 115'                                                   |             | Salvesen 104'                                        |
| Büntetőpárbaj                                                    |             |                                                      |
| Johnsgård Fagernes Bydal Simenstad Aanesland Westerlund Fremstad | 5–6         | Stengel Salvesen Vilsvik Hove Sætra Friday Gulliksen |

| Raufoss Storhall, Raufoss Játékvezető: Ola Hobber Nilsen |

| 2022. március 12. 15:00 CEST (UTC+2) |

| Sandnes Ulf (2)            | 2–0 | Start (2) |
| -------------------------- | --- | --------- |
| Høiland 22' 42' (11-esből) |     |           |

| Øster Hus Arena, Sandnes Nézőszám: 2 630 Játékvezető: Mohammed Usman Aslam |

| 2022. március 13. 15:00 CEST (UTC+2) |

| Nardo (3) | 0–4 | Lillestrøm (1)                           |
| --------- | --- | ---------------------------------------- |
|           |     | Helland 29' 53' Pettersson 36' Adams 87' |

| Extra Arena, Trondheim Nézőszám: 900 Játékvezető: Sivert Amland |

| 2022. március 13. 17:00 CEST (UTC+2) |

| Åsane (2) | 0–5 | Sarpsborg 08 (1)                            |
| --------- | --- | ------------------------------------------- |
|           |     | Wichne 21' Molins 23' 36' 45' Halvorsen 33' |

| Myrdal Stadion, Bergen Nézőszám: 858 Játékvezető: Tore Hansen |

| 2022. március 13. 20:10 CEST (UTC+2) |

| Molde (1)                            | 3–2 (h. u.) | Odds (1)                      |
| ------------------------------------ | ----------- | ----------------------------- |
| Andersen 82' Fofana 116' Haugen 119' |             | Jørgensen 12' Rólantsson 105' |

| Aker Stadion, Molde Játékvezető: Tom Harald Hagen |

## Negyeddöntő
A negyeddöntő meccseit 2022. március 19-én és 20-án játszották le.
| 2022. március 19. 16:15 CET (UTC+1) |

| KFUM (2) | 0–5 | Viking (1)                                   |
| -------- | --- | -------------------------------------------- |
|          |     | Berisha 2' 69' Kabran 23' Sandberg 84' 90+2' |

| Intility Arena, Oslo Nézőszám: 1 627 Játékvezető: Sigurd Smehus Kringstad |

| 2022. március 19. 20:00 CET (UTC+1) |

| Sandnes Ulf (2) | 0–4 | Strømsgodset (1)                           |
| --------------- | --- | ------------------------------------------ |
|                 |     | Krasniqi 3' 53' Gulliksen 58' Salvesen 83' |

| Øster Hus Arena, Sandnes Játékvezető: Kai Erik Steen |

| 2022. március 20. 16:15 CET (UTC+1) |

| Molde (1)                                            | 4–2 | Sarpsborg 08 (1)         |
| ---------------------------------------------------- | --- | ------------------------ |
| Brynhildsen 21' Eikrem 48' Andersen 80' Linnes 90+2' |     | Maigaard 5' Skålevik 76' |

| Aker Stadion, Molde Játékvezető: Rohit Saggi |

| 2022. március 20. 20:00 CET (UTC+1) |

| Bodø/Glimt (1)                                       | 4–1 | Lillestrøm (1) |
| ---------------------------------------------------- | --- | -------------- |
| Espejord 37' Hagen 53' Pellegrino 87' Boniface 90+2' |     | Dragsnes 13'   |

| Aspmyra Stadion, Bodø Játékvezető: Kristoffer Hagenes |

## Elődöntő
Az elődöntő meccseit 2022. április 6-án és 21-én bonyolították le.
| 2022. április 6. 18:00 CEST (UTC+2) |

| Molde (1)                   | 3–0 | Strømsgodset (1) |
| --------------------------- | --- | ---------------- |
| Eikrem 58' 78' Leifsson 88' |     |                  |

| Aker Stadion, Molde Nézőszám: 3 805 Játékvezető: Espen Eskås |

| 2022. április 21. 20:10 CEST (UTC+2) |

| Bodø/Glimt (1)           | 2–1 | Viking (1)             |
| ------------------------ | --- | ---------------------- |
| Espejord 17' Koomson 38' |     | Berisha 12' (11-esből) |

| Aspmyra Stadion, Bodø Nézőszám: 5 123 Játékvezető: Ola Hobber Nilsen |

## Döntő
A döntő 2022. május 1-jén került megrendezésre.
| 2022. május 1. 16:00 CEST (UTC+2) |

| Bodø/Glimt (1) | 0–1 | Molde (1)                |
| -------------- | --- | ------------------------ |
|                |     | Mannsverk 76' (11-esből) |

| Ullevaal Stadion, Oslo Nézőszám: 19 657 Játékvezető: Rohit Saggi |